# A jótevő
A jótevő (eredeti cím: The Benefactor) 2015-ben bemutatott amerikai filmdráma, amelyet Andrew Renzi írt és rendezett. A főbb szerepekben Richard Gere, Dakota Fanning, Theo James és Clarke Peters látható. 
A filmet 2015. április 17-én mutatták be a Tribeca Filmfesztiválon. Az Amerikai Egyesült Államokban 2016. január 15-én korlátozott számú moziban és Video on Demand szolgáltatáson keresztül mutatták be a Samuel Goldwyn Films forgalmazásában.

## Cselekmény
Öt évvel azután, hogy a gazdag Francis „Franny” Watts egy autóbaleset következtében elvesztette néhány barátját, akikhez nagyon közel állt, és akikért felelősnek érzi magát, újra kapcsolatba kerül Oliviával, a tragédia után árván maradt lánnyal.
A férfi morfiumot szed, annak ellenére, hogy a baleset okozta fájdalmakat valószínűleg már régen leküzdötte; lelkesedés nélkül vonszolja magát, kivéve azokat az alkalmakat, amikor a tulajdonában lévő philadelphiai gyermekkórházat látogatva vigaszt nyújt és kap a gondjaira bízott gyermekektől.
A házas és szülés előtt álló Olivia Franny-t javasolja a gyermek keresztapjának. Franny nagyon örül, hogy segíthet valakinek, akit annyira szeret, és akit valamiért úgy érez, kárpótolnia kell.
Miután alkalmazza Luke-ot, megveszi és felajánlja az ifjú párnak a gyönyörű vidéki házat, amely korábban Olivia szüleié volt. Ezután egyre fullasztóbbá válik Luke irányába, akit figyelemmel tölt el, és kifizeti neki a tanulmányai miatti hatalmas adósságokat. Ezután arra kéri a férfit, hogy írjon fel neki morfiumot. A fiatalember ekkor döbben rá, Frannynek valami problémája van.
A kezelőorvosa nem hajlandó ismét megújítani a receptjeit, mire Franny elvonási tüneteket produkálva nyilvános tombolásba kezd, majd önkárosítást követ el, mert azt hiszi, ópiátokkal vagy hasonló szerekkel kezelik. Ha ez nem sikerül, ismét dühöng, majd önmagába zárkózik.
Nem fogadja el senki segítségét, amíg Olivia meg nem szólítja. Először vele is rosszul bánik, majd amikor bocsánatot kér, kénytelen lesz segíteni, mert megindul a szülés.
A szülés után Franny készen áll arra, hogy megkezdje a méregtelenítési folyamatot, amelyet mindig is elutasított, és amely lehetővé teszi számára, hogy visszanyerje az irányítást az élete és a szeretete felett.

## Szereplők
| Szerep                 | Színész              | Magyar hang    |
| ---------------------- | -------------------- | -------------- |
| Francis "Franny" Watts | Richard Gere         | Kőszegi Ákos   |
| Olivia                 | Dakota Fanning       | Kántor Kitty   |
| Luke                   | Theo James           | Varga Gábor    |
| Dr. Romano             | Clarke Peters        | Katona Zoltán  |
| Jesse                  | Brian Anthony Wilson |                |
| Bobby                  | Dylan Baker          | Holl Nándor    |
| Mia                    | Cheryl Hines         | Bertalan Ágnes |
| Sharon                 | Dennisha Pratt       |                |
| Molly                  | Lyssa Roberts        |                |
| Charlie                | Roy James Wilson     | Kapácsy Miklós |
| Dr. Sam                | Tibor Feldman        | Forgács Gábor  |
| Toby                   | Matthew Daisher      | Eredeti hang   |
| Toby                   | Michael Daisher      | Eredeti hang   |

### Magyar változat
- Bemondó: Endrédi Máté
- Magyar szöveg: Hollósi Laura
- Hangmérnök és vágó: Papp Zoltán István
- Gyártásvezető: Molnár Éva
- Szinkronrendező: Sárközi Anita
- Produkciós vezető: Legény Judit

A szinkront a Laborfilm Szinkronstúdió készítette el.

## A film készítése
Andrew Renzi a forgatókönyvet a 2013-as Sundance Screenwriters Lab keretében fejlesztette. 2013 augusztusában bejelentették, hogy a filmet a Treehouse Pictures, a TideRock Media és a Big Shoes Media fogja gyártani, Richard Gere pedig Franny szerepében lesz látható, Renzi pedig a rendezést is vállalta. 2013 szeptemberében kiderült, hogy Dakota Fanning és Theo James is csatlakozott a szereplőgárdához, Olivia és Luke karaktereit alakítva.
A forgatás 2013. október 21-én kezdődött Philadelphiában.

## Bemutató
A jótevő premierje a Tribeca Filmfesztiválon volt 2015. április 17-én. 2015. május 1-jén a Samuel Goldwyn Films megszerezte az amerikai forgalmazási jogokat. A film 2015. június 13-án mutatkozott be a Champs-Élysées Filmfesztiválon. A filmet 2015. december 23-án mutatták be Olaszországban, Franny címmel. Az Egyesült Államokban 2016. január 15-én jelent meg korlátozott számú moziban és Video on Demand szolgáltatáson.

## Fogadtatás
A film általánosságban negatív véleményeket kapott a kritikusoktól. A Rotten Tomatoes weboldalon 25%-os értékelést kapott 52 kritika apaján, az átlagos értékelése 4,2 pont a tízből. A konszenzus az következőket írja: „A jótevőben Richard Gere és Dakota Fanning együtt szerepelnek, de nincs világos elképzelés arról, hogy mit is kezdjünk velük, így egy olyan drámát kapunk, amely soha nem jut közel a benne rejlő izgalmas lehetőségekhez.” A Metacritic oldalán 16 kritika alapján 100-ból 39 pontot kapott, ami „általánosságban kedvezőtlen értékeléseket” eredményez.